# Ola, Magadan oblast
Ola (ryska Ола) är en ort i Magadan oblast i Ryssland. Orten ligger vid floden Ola, 27 kilometer öster om Magadan. Folkmängden är lite mer än 6 000 invånare.

## Historia
Det första dokumenterade omnämnandet av orten är från 1716.